# Anna Zaccheo
Anna Zaccheo (titlul original: în italiană Un marito per Anna Zaccheo) este un film dramatic italian, realizat în 1953 de regizorul Giuseppe De Santis protagoniști fiind Silvana Pampanini, Massimo Girotti, Amedeo Nazzari și Umberto Spadaro.

## Distribuție
- Silvana Pampanini – Anna Zaccheo
- Amedeo Nazzari – doctorul Illuminato
- Massimo Girotti – Andrea Grazzi
- Umberto Spadaro – domnul Antonio Percucoco
- Monica Clay – doamna Illuminato
- Anna Galasso – doamna Zaccheo
- Dora Scarpetta – Caterina
- Agostino Salvietti – anticarul
- Edoardo Imperatrice – Peppinello Zaccheo
- Franco Bologna – Pasquale Zaccheo
- Giovanni Berardi – domnul Zaccheo
- Enrico Glori – proprietarul cinematografului
- Enzo Maggio – fotograful
- Carlo Sposito – Nicollino